# Ганс-Йоахім Баурмайстер
Ганс-Йоахім Баурмайстер (нім. Hans-Joachim Baurmeister; 28 жовтня 1898, Глогау, Німецька імперія — 22 лютого 1950, табір військовополонених 5110/48 Войково, РРФСР) — німецький воєначальник, генерал-майор вермахту (9 листопада 1944). Кавалер Німецького хреста в золоті.

## Біографія
Після початку Першої світової війни 10 серпня 1914 року Баурмайстер вступив в 1-й нижньосілезький полку польової артилерії «фон Подбельскі» №5 Прусської армії. Через місяць був переведений в запасний полк польової артилерії №50 і 20 січня 1915 року без комісії проведений у фенріхи. Будучи офіцером батареї, був важко поранений під час окопної війни у Фландрії в середині жовтня 1916 року. Після перебування в шпиталі в середині березня 1917 року повернувся в свій полк на Західний фронт. У липні 1917 року він був переведений в полк польової артилерії №282.
Після закінчення війни ненадовго повернувся в рідний полк, який перебував у процесі демобілізації, а потім був переведений в тимчасовий рейхсвер. Внаслідок скорочення армії 31 грудня 1920 року залишив військову службу.
1 січня 1924 року повернувся в армію і був призначений офіцером батареї в 3-й (прусський) артилерійський полк рейхсверу.
З 1 жовтня 1931 року Баурмейстер завершив навчання в якості помічника командира в штабі 5-ї дивізії в Штутгарті і отримав звання гауптмана 1 серпня 1933 року, а з 1 жовтня 1933 року перебував у розпорядженні начальника командування сухопутних військ. З травня 1934 року він виконував різні військові завдання та працював інструктором з тактики у Потсдамській військовій школі.
Під час Другої світової війни брав участь у Французькій кампанії навесні 1940 року, 14 червня 1941 року отримав звання оберста. Влітку 1941 року Баурмайстер брав участь у Німецько-радянській війні під час наступу на Центральну Росію. 12 січня 1942 року призначений директором курсу 1-ї артилерійської школи. 1 квітня 1943 року він був призначений командиром артилерії 130. З 16 лютого по 31 березня 1944 року він ненадовго перебував у командному резерві, а потім служив командиром 1-го гренадерського полку.
10 травня 1944 року Баурмейстеру було передано командування 1-ю піхотною дивізією, а з 19 червня по 13 липня 1944 року він командував 371-ю піхотною дивізією. Потім він закінчив курси командира дивізії і 18 серпня 1944 року отримав командування 290-ю піхотною дивізією.
Як вищий артилерійський командувач 315, Баурмейстер потрапив у радянський полон наприкінці війни, де й помер у 1950 році. Похований на загальному кладовищі табору військовополонених 5110 у Чернцях.

## Нагороди
- Залізний хрест
  - 2-го класу (3 квітня 1916)
  - 1-го класу (14 вересня 1920)
- Нагрудний знак «За поранення» в чорному (1 серпня 1918)
- Почесний хрест ветерана війни з мечами (31 жовтня 1934)
- Медаль «За вислугу років у Вермахті» 4-го, 3-го і 2-го класу (18 років; 2 жовтня 1936) — отримав 3 нагороди одночасно.
- Застібка до Залізного хреста
  - 2-го класу (20 травня 1940)
  - 1-го класу (12 червня 1940)
- Сертифікат Пошани Головнокомандувача Сухопутних військ Вермахту (28 листопада 1941)
- Медаль «За зимову кампанію на Сході 1941/42» (12 серпня 1942)
- Німецький хрест в золоті (23 жовтня 1943)